# Puente de la Ría
El puente de la Ría es un puente de armadura rígida con apoyos en forma de V y viga cajón que cruza la ría de Pontevedra en la ciudad española de Pontevedra. Forma parte de la autopista AP-9 y se inauguró en 1992.

## Ubicación
El puente está situado entre el barrio pontevedrés de Mollavao y el lugar denominado A Puntada (en el vecino municipio de Poyo), en la parte occidental de la ciudad, abierta al mar, en el estuario formado por la desembocadura del río Lérez en la ría de Pontevedra.

## Historia
Las obras del puente comenzaron el 21 de diciembre de 1989 para la autopista AP-9 y como parte de la circunvalación oeste de la ciudad.
Fue diseñado por los ingenieros Leonardo Fernández Troyano, Francisco Javier Manterola Armisén y Amando López Padilla. La construcción se inició con la pila central (pila de referencia del puente) y un método constructivo basado en la construcción en voladizo mediante tirantes provisionales. El puente se inauguró el 25 de marzo de 1992.
La construcción e inauguración del puente fue controvertida por su impacto paisajístico y el cambio significativo de las vistas de la ciudad hacia el mar. El nombre de "Puente de la Ría" se lo dio Audasa, la empresa concesionaria de la autopista AP-9.

## Descripción
Se trata de un puente de 700 metros de longitud con dos calzadas independientes, realizado en hormigón pretensado para el tablero y hormigón armado para las pilas y estribos.
Se trata de un puente de autopista con dos pilares gemelos en forma de V como único apoyo intermedio en su parte central, cuyos cimientos se encuentran en el centro del cauce de la Ría de Pontevedra. Está dividido en tres tramos diferentes. El tramo intermedio tiene dos vanos principales de 120 m de longitud con viga cajón de canto variable. Para la forma del tablero se adoptó una solución de gaviota: tiene un canto máximo en el pilar central, que disminuye hacia los pilares laterales de los vanos de 120 m, alcanzando el canto mínimo cerca de ellos. Los vanos laterales del puente tienen 40 m de longitud con una viga cajón de canto constante. Los vanos de ambos extremos del puente forman los viaductos de acceso al puente. Los pilares del tramo sur del viaducto pasan por encima de un pequeño tramo del paseo marítimo de Pontevedra.
El puente de la Ría es libre de peaje y sirve de circunvalación oeste entre el norte y el sur de la ciudad de Pontevedra, en el tramo comprendido entre el barrio de O Pino y el parque de bomberos. Por él transitan diariamente unos 50 000 vehículos.

## Galería de imágenes

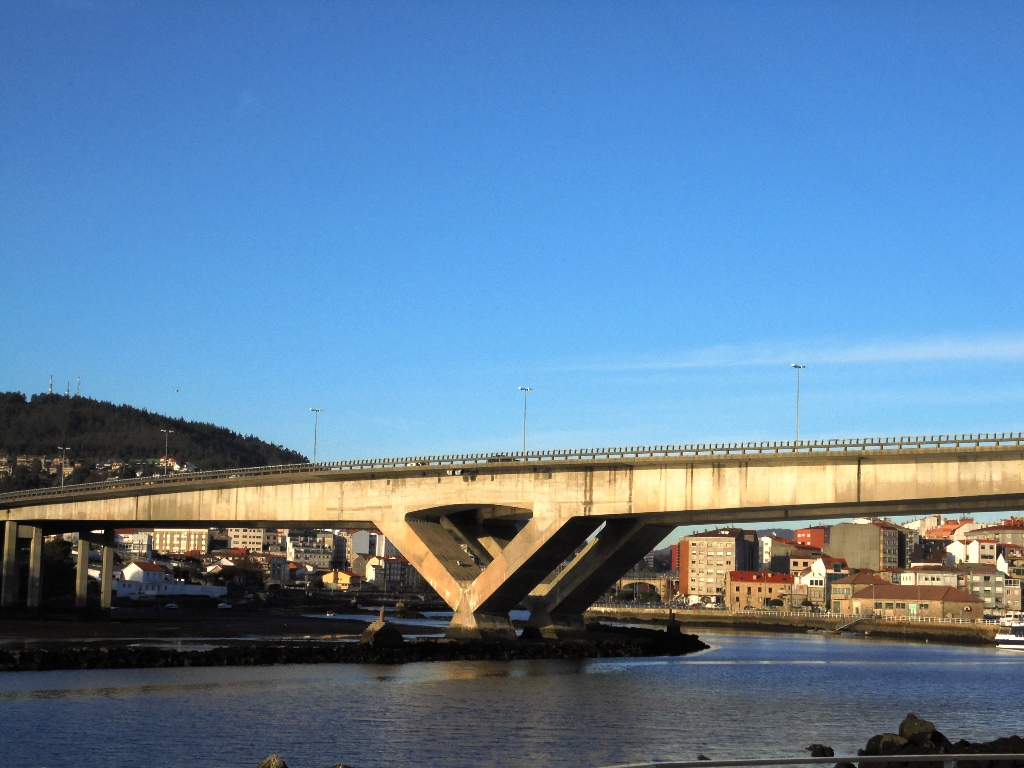
Vista general del puente sobre la ría de Pontevedra
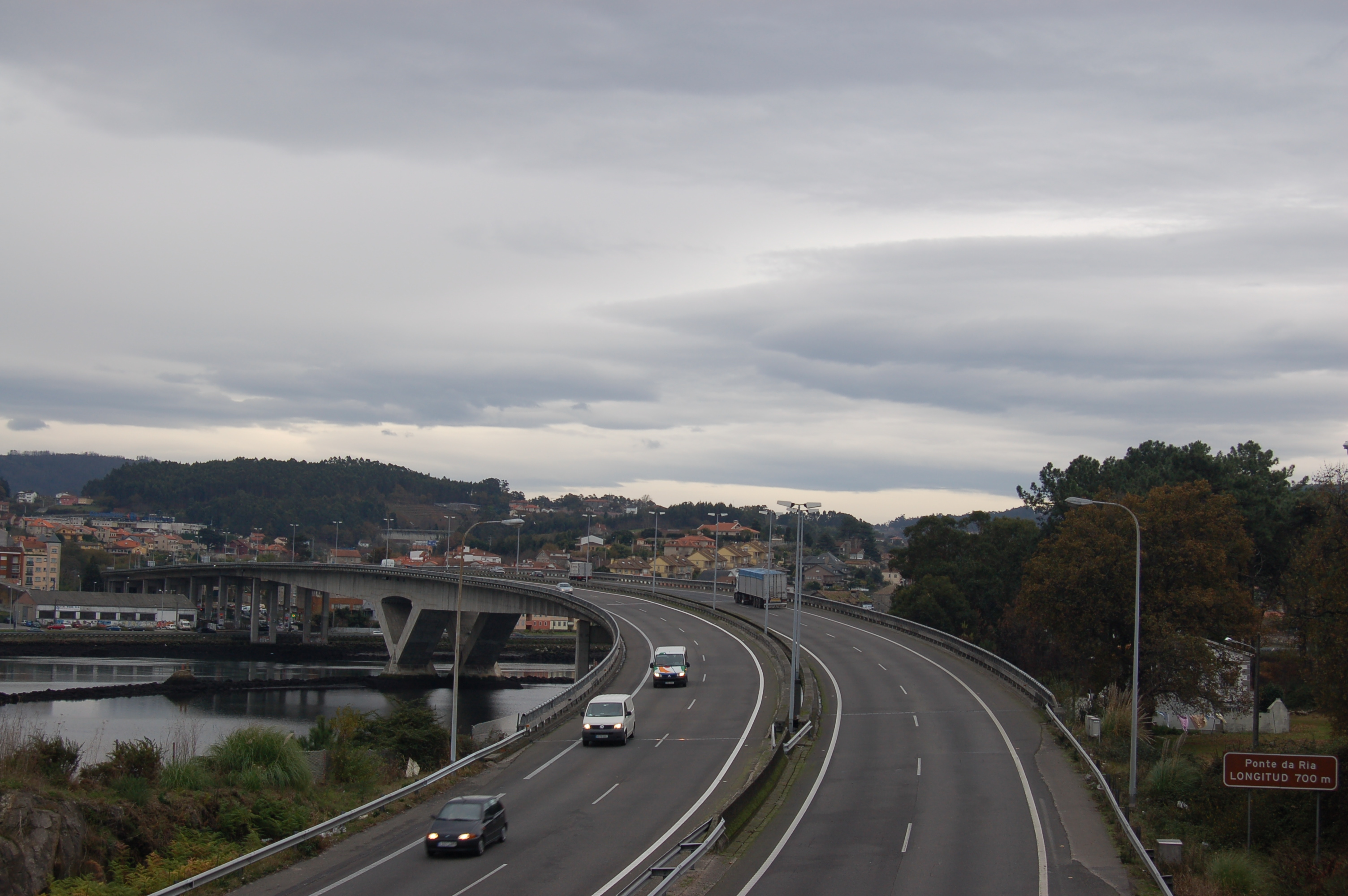
Vista del puente desde el norte en sentido sur con el letrero del nombre oficial
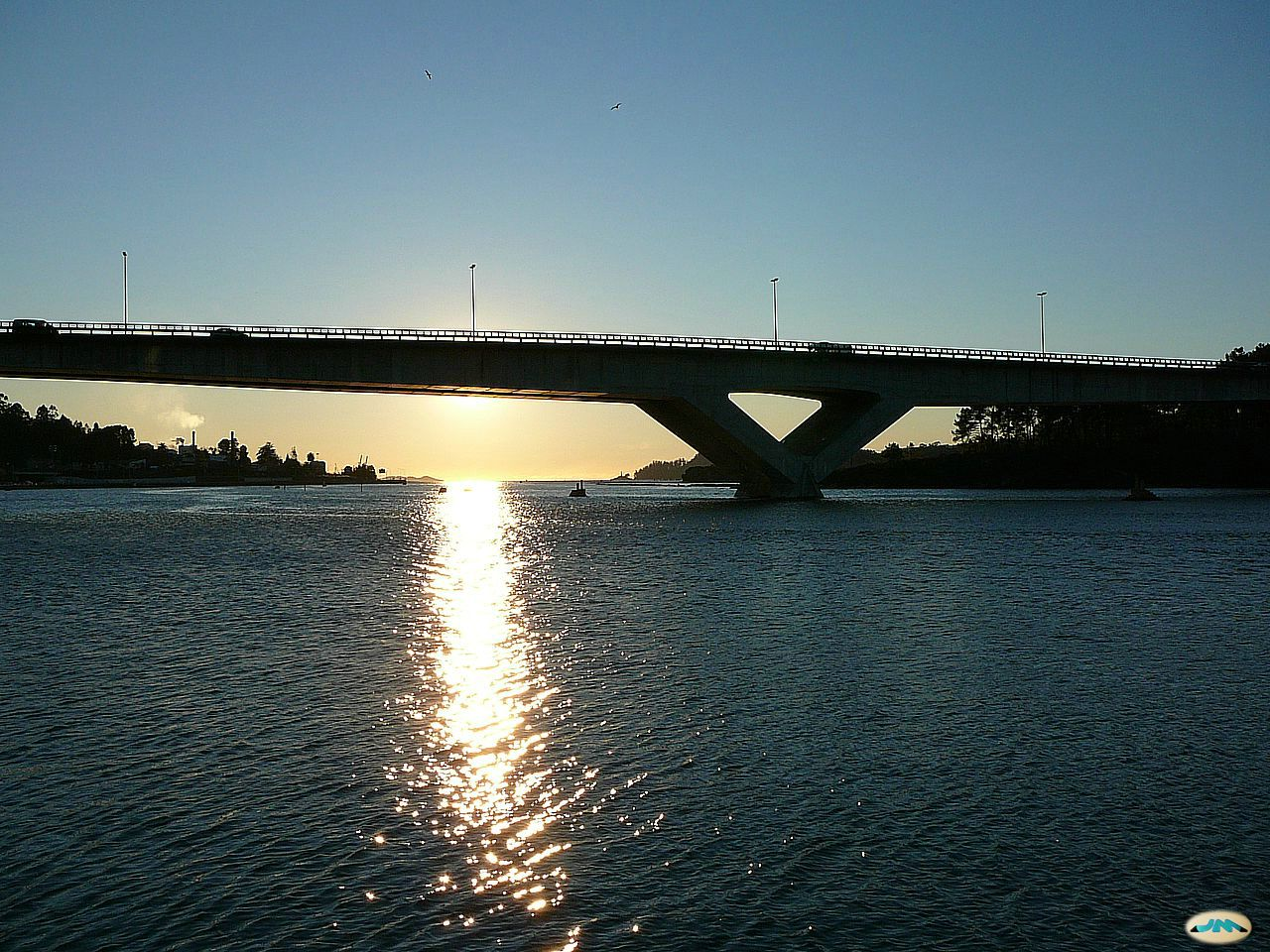
El puente al atardecer
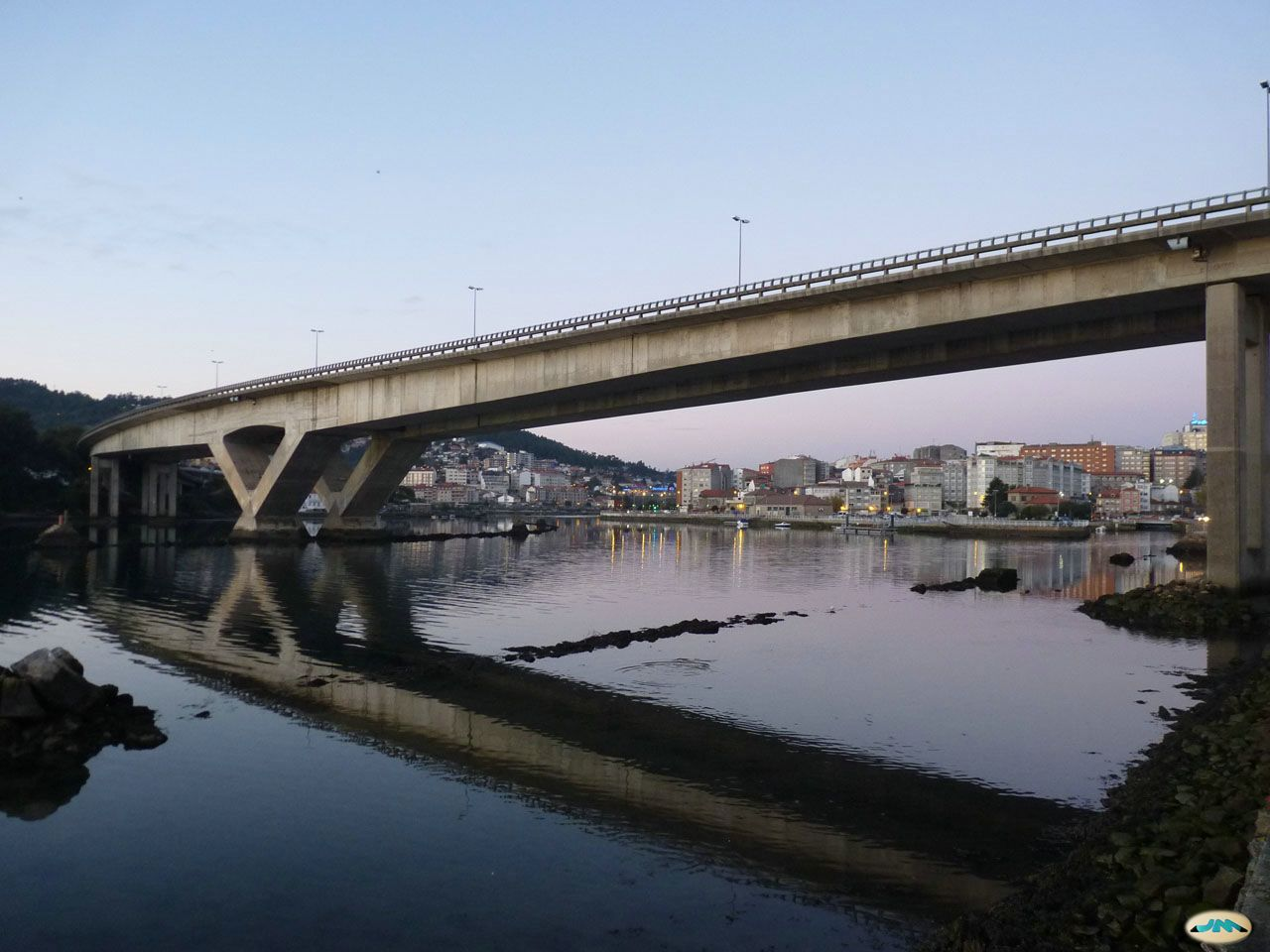
El puente con la ciudad de fondo
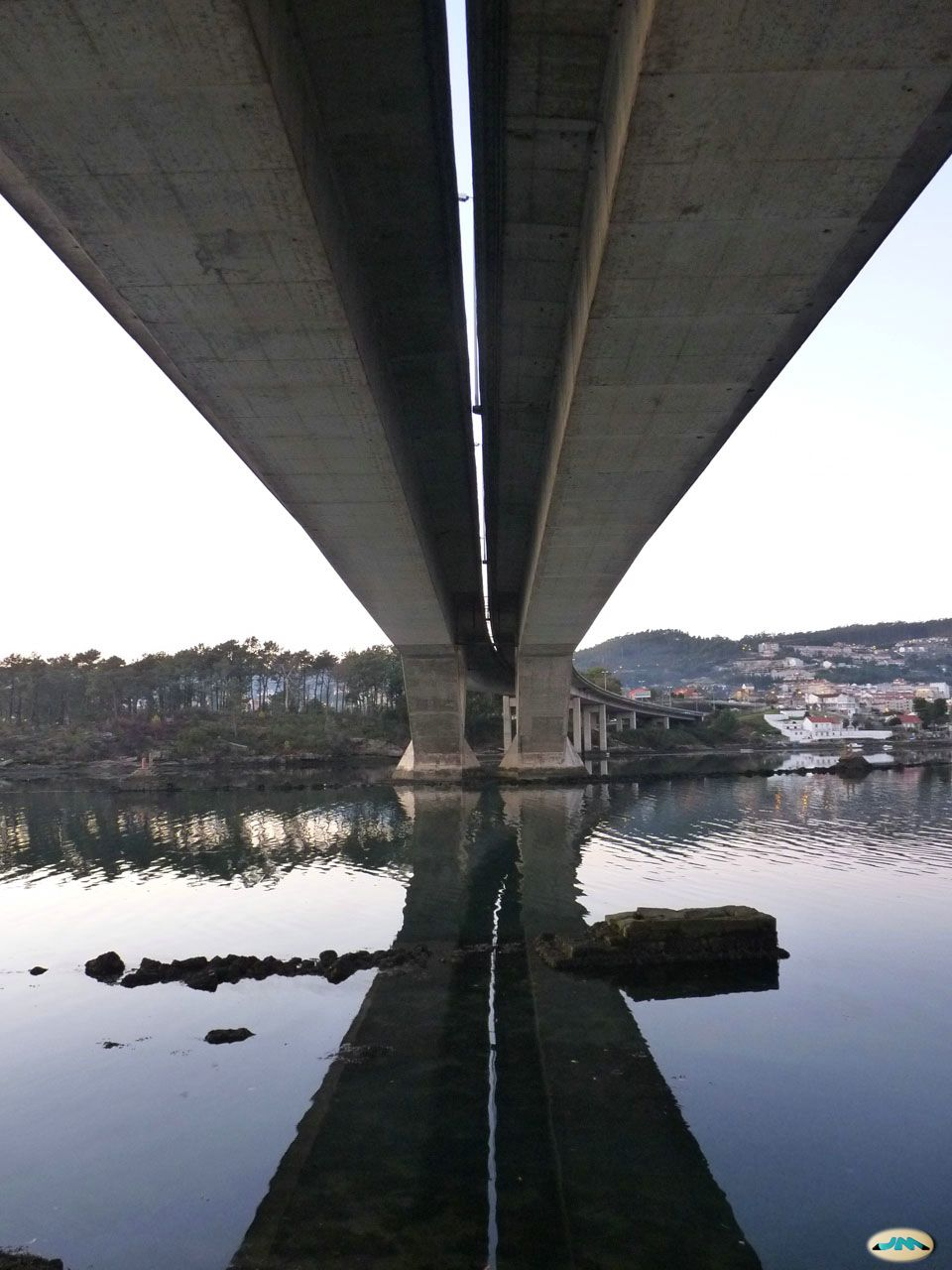
Las dos calzadas desde la parte inferior del puente
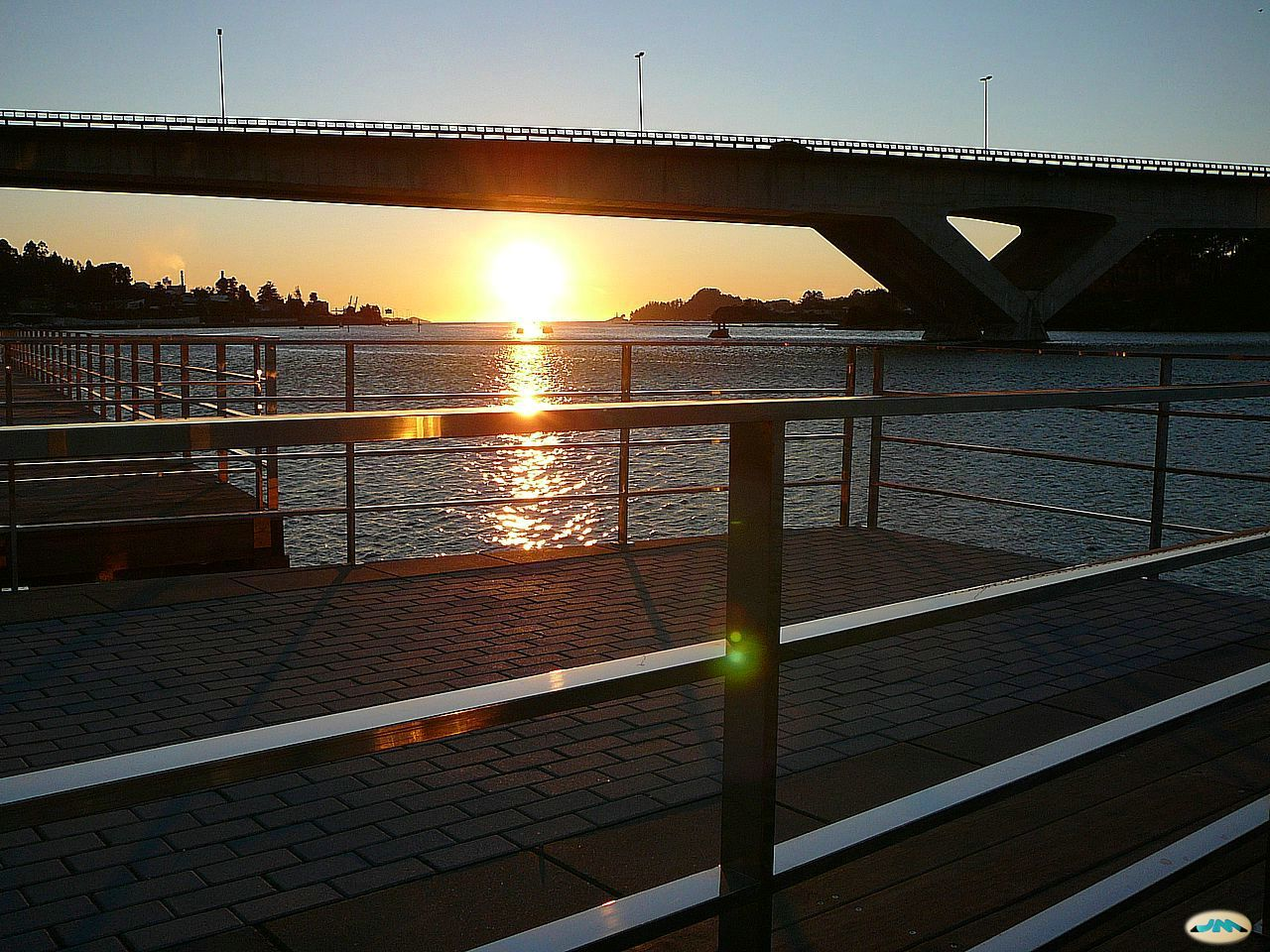
El puente desde el mirador del paseo marítimo de Pontevedra
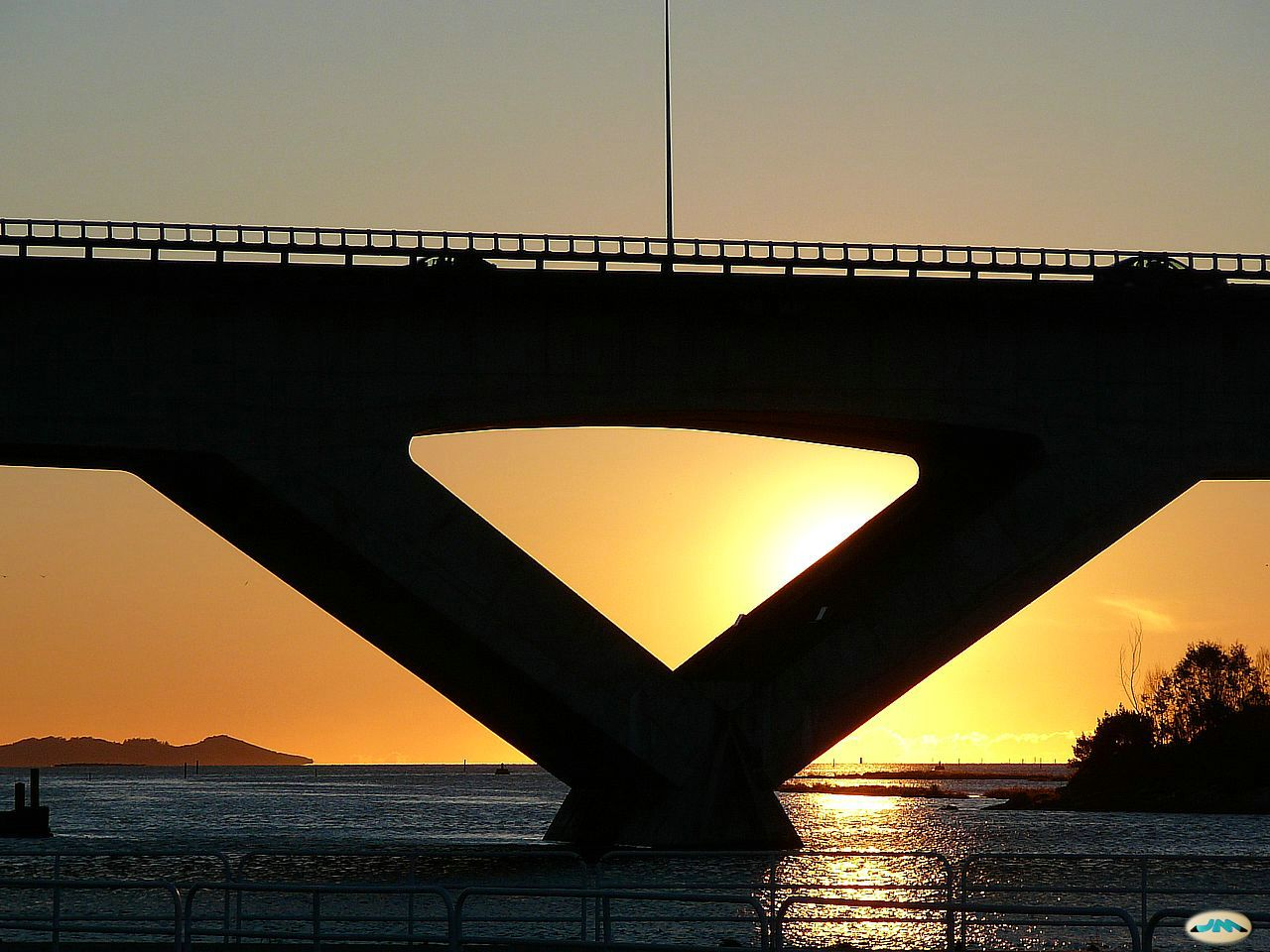
Pilares centrales como único apoyo intermedio en forma de V